# FK Velež Mostar
Maillots
Actualités
Le FK Velež Mostar est un club bosnien de football basé à Mostar. Il joue actuellement dans la Premijer Liga BiH (D1).
Le club a été fondé le 26 juin 1922 sous le nom du RŠK Velež Mostar. Le club évolue depuis 1995 dans le stade Stadion Rođeni (7 000 places), mais son stade historique est le stade Pod Bijelim Brijegom (25 000 places). Le club est nommé d'après la montagne voisine de la ville de Mostar, "Velež".
Depuis l'éclatement de la Yougoslavie, la ville de Mostar est séparée entre deux communautés (croate et bosniaque).
Le grand rival du Velež est le HŠK Zrinjski Mostar, le club de la partie croate de la ville.

## Histoire du club

### Les débuts
Dans cette ville moyenne, le football met du temps à s’implanter. Avant la seconde guerre mondiale, il ne joue pas un très grand rôle. Le club des croates de la ville Zrinjski est le plus ancien, créé en 1905. Il n’a jamais connu de résultats de hauts niveaux. Le football est alors dominé par les clubs de Split (Hajduk), Zagreb (HASK, Gradjanski et Concordija), Belgrade (BSK) et même Sarajevo (Slavija). Depuis 1922, un autre club, multi-ethnique, est venu s’installer dans le cœur des habitants de Mostar et a permis au football de se développer, ses créateurs lui ont donné le nom d’une des montagnes à l’est de la ville, Velež.
Au lendemain de la Seconde Guerre mondiale, le gouvernement de Tito décide, dans le football comme dans le reste de la société de bannir les symboles du régime des oustachis. Les clubs de football qui ont participé aux championnats de 1942 à 1944 sont ainsi interdits.
Zrinjski club activiste croate est dissous, (tout comme Gradjanski, HASK et Concordija Zagreb) remplacés par Dinamo et Velež repart en troisième division. L’équipe au maillot rouge a comme symbole une étoile rouge bien en rapport avec le gouvernement de l’époque. Mais, elle est encore quantité négligeable dans un football yougoslave qui commence à s’affirmer au niveau international en éliminant la France de la Coupe du monde 1950 au Brésil.
En 1951 elle accède à la seconde division fédérale, et c’est en 1952 que Velež est promu pour première fois au sein de l’élite du football yougoslave. Son équipe est composée presque exclusivement de joueurs locaux provenant des différents groupes ethniques de la ville. Les vedettes sont le gardien de but Barbarić, (Velež va développer une longue tradition d’excellents gardiens) et deux jeunes attaquants qui s’affirment et joueront un grand rôle dans le futur du club: Sulejman Rebac et Muhamed Mujić.
L’expérience est peu concluante puisque le club est relégué au bout d’une seule saison, mais la sauce a pris. Le public vient nombreux et fait que Velež rassemble toute la population de la ville. Champion de seconde division en 1955, Velež qui continue de s’appuyer sur les produits du cru ne connaîtra plus jamais la relégation jusqu'à la fin de l’ère yougoslave, soit 37 saisons consécutives avec un effectif composé en grande partie de joueurs locaux. Son style de jeu, sa capacité à révéler de jeunes talents, sa singularité dans un football dominé par la bande des quatre (Étoile Rouge, Partizan, Dinamo et Hajduk) en ont fait un club à part. Ses vicissitudes depuis 1992 rendent son histoire encore plus mélancolique.

### Velež, une anomalie dans le football yougoslave
En novembre 1958, Velež est finaliste de la Coupe du Maréchal Tito, battu par l’Étoile Rouge de Belgrade: 4-0. Mujić joue en équipe nationale avant d’être le premier joueur du club à s’expatrier pour passer un peu plus d’une saison aux Girondins de Bordeaux (1962-63), lorsque Tito décide d’autoriser ses footballeurs à exercer leurs talents à l’étranger.
L’équipe de Mostar est un club de milieu de tableau qui forme de bons jeunes et propose un football offensif et agréable à voir. Velež est d’abord une école de gardiens de but. À Barbarić, succède Gordan Irović qui jouera en équipe nationale et un très jeune espoir, né à Mostar en 1944, Ivan Čurković qui débute à 17 ans en 1961. Il quittera Mostar pour rejoindre le Partizan et connaîtra la notoriété à Saint-Étienne. Son remplaçant à Saint-Étienne, Esad Dugalić, a lui aussi été formé au Velež. Mais, le plus grand gardien de l’histoire du club, Enver Marić, débute un peu plus tard en 1967. Il jouera dans son club jusqu’en 1985, plus de 400 matches de première division et participera à la Coupe du monde 1974 en Allemagne. Tous les trois sont nés à Mostar, et d’autres gardiens de première division comme Horvatić (Maribor), les frères Mrgan (originaires de Capljina toute proche), Slavko Njegus ou Velimir Pudar ont aussi débuté au Velež.
Le club forme également des attaquants. Lorsque Rebac, l’une des vedettes des années 1950 devient entraîneur en 1967, il lance de nombreux jeunes joueurs qui deviendront les vedettes du club: Dusan Bajević, Franjo Vladić, Mehmet Glavović (que Velež et la FSJ - Fédération Yougoslave de Football – réussiront à transférer au Munich 1860 en 1976 en le faisant passer pour un joueur de 28 ans alors qu’il est né en … 1945). En attaque, débute Salem Halilhodzić et au milieu de terrain ou à l’aile droite Jadranko Topić. Dans cette jeune équipe, il y a des Serbes (Bajević, Ristić, plus tôt Čurković), des Croates (Vladić, Topić, Kvesić) et des Bosniaques (Marić, Hadziabdić) qui reflètent le caractère multi-ethnique de la ville.
Rebac forme son groupe et garde ses joueurs. Depuis le milieu des années soixante l’exode des meilleurs footballeurs est le principal problème du football yougoslave. Mais les joueurs de Velež sont jeunes et le gouvernement titiste a mis une clause restrictive à leur transfert: avoir atteint l’âge de 28 ans. Le groupe reste le même et se crée des automatismes, le club est assez fort pour repousser les offres des quatre grands et garder son effectif. Les résultats sont là et le public aussi. Il est tellement nombreux qu’un nouveau stade est construit en 1971 dans la banlieue ouest de la ville, le “Bijeli Brijeg” est le second stade de Bosnie par sa capacité, 25 000 places.
En 1972, l’équipe, dans son nouveau stade, finit sixième mais possède la meilleure attaque du championnat. Bajević marque 16 buts et joue (tout comme Marić) avec l’équipe nationale, à la “mini Coupe du monde” au Brésil où son entente avec Dragan Džajić fait merveille. En 1973, avec une formation pratiquement identique à l’année précédente, Velež finit deuxième du championnat à six points de l’intouchable Étoile Rouge de Belgrade. Cette équipe est restée célèbre en Yougoslavie sous le nom de BMV (Bajević, Marić, Vladić), les trois symboles de l’équipe, tous nés à Mostar dans les trois communautés et ont uni leurs efforts pour faire de la petite équipe d’Herzégovine une anomalie dans un football yougoslave dominé par les puissants et les proches du pouvoir.
La saison 1973-74 sera la meilleure dans l’histoire du club. Deux jeunes joueurs, Boro Primorac et Vahid Halilhodžić sont venus s’ajouter au groupe de Velež qui vient accrocher les favoris et lutter pour le titre. La lutte sera serrée jusqu’à la dernière journée et c’est finalement à la différence de buts qu’Hajduk Split sera sacré champion à la fin de la saison.
Le rêve est passé, jamais Velež ne sera champion de Yougoslavie. Mais, c’est en Europe en 1974-75 que le club va se distinguer atteignant les quarts de finale de la Coupe de l’UEFA, battu par les Hollandais de Twente Enschede. Il remporte son premier succès avec la Coupe de Yougoslavie. Les meilleurs joueurs s’expatrient et remplissent les caisses du club. Bajević et Vladić vont à l’AEK d’Athènes, Topić aux Cosmos de New York, Marić à Schalke 04. Mais la relève est là, Blaz Slišković anime le milieu de terrain et Vahid Halilhodžić l’attaque. Seul Primorac a quitté le club pour rejoindre Hajduk. L’arrivée de Milos Milutinović comme entraîneur coïncide avec la seconde victoire en Coupe de Yougoslavie en 1981 grâce surtout à un Halilhodžić au sommet de sa forme à la veille de son départ pour Nantes.

### Le déclin
Mais, cette victoire de 1981 marque le chant du cygne pour Velež mais aussi pour la Yougoslavie. À la mort de Tito, la situation économique du pays est désastreuse. Les besoins croissants de liquidités des grands clubs les incitent à puiser dans un marché national jusque-là limité aux joueurs de deuxième division. Velež n’est plus en mesure de garder ses meilleurs joueurs. Slisković est transféré pour une somme dérisoire à Hajduk alors qu’il n’a que 23 ans. Avec l’ouverture de marchés alternatifs les grands clubs allemands et français boudent les joueurs de Mostar. De 1984 à 1989, Velez, qui doit transférer tous ses joueurs de plus de 28 ans pour continuer à vivre, ne trouve que des seconds couteaux. Ce ne sont pas les transferts payés par des clubs de seconde division allemande comme Nuremberg pour Kajtaz ou Oberhausen pour Krstičević, des clubs modestes en Grèce et en Turquie: Eskisehirspor (Banović), Bursaspor (Bijedić), Kalamaria Salonique (Skočajić) qui vont améliorer la situation économique. Les caisses du club s’en ressentent, Velež ne peut plus jouer dans la cour des grands et se contente de former des jeunes pour les voir partir.
Le public se fait plus rare, crise économique et résultats moyens aidant, au Bijeli Brijeg. Mais le club reste l’un des points de repère forts dans la ville.

### Retour en Europe
Après une saison 2020/21 terminée à la 3e place du Championnat de Bosnie-Herzégovine, le Velez Mostar gagne son ticket pour la nouvelle Ligue Europa Conférence. Opposé aux Nord-Irlandais de Coleraine, les Rođeni effectuent leur retour en Europe, trente-trois ans après leur dernier match face à Hearts of Midlothian.

## Les différentes équipes au fil du temps
(à venir)

## Chronologie historique du club
- 1922 : Fondation du club sous le nom de RŠD Velež Mostar
- 1952 : Champion de division 2 yougoslave
- 1955 : Champion de division 2 yougoslave
- 1958 : Finaliste de la Coupe de Yougoslavie
- 1962 : Participation à l'International football cup
- 1963 : Participation à l'International football cup
- 1973 : 1re participation à une Coupe d'Europe (Coupe UEFA, C3), saison 1973/1974
- 1973 : Vice-champion de Yougoslavie
- 1974 : Vice-champion de Yougoslavie
- 1975 : Quart-finaliste de la Coupe UEFA
- 1976 : Finaliste de la Coupe Mitropa
- 1981 : 1re participation à une Coupe d'Europe (Coupe des vainqueurs de coupes, C2), saison 1981/1982
- 1981 : Vainqueur de la Coupe de Yougoslavie
- 1981 : Vainqueur de la Coupe des Balkans
- 1982 : Huitième de finale de la Coupe des vainqueurs de coupes
- 1986 : Vainqueur de la Coupe de Yougoslavie
- 1987 : Huitième de finale de la Coupe des vainqueurs de coupes
- 1987 : Vice-champion de Yougoslavie
- 1989 : Finaliste de la Coupe de Yougoslavie
- 1998 : Demi-finaliste de la Coupe de Bosnie-Herzégovine
- 2004 : Vice-champion de la division 2 bosnienne
- 2005 : Vice-champion de la division 2 bosnienne
- 2006 : Champion de division 2 bosnienne
- 2012 : Demi-finaliste de la Coupe de Bosnie-Herzégovine
- 2019 : Champion de division 2 bosnienne et montée en première division
- 2022 : Vainqueur de la Coupe de Bosnie-Herzégovine[4]

## Februarski Turnir (Tournoi de février)
C'est un tournoi organisé par le FK Velež de 1965 jusqu'en 1992 (avant la guerre). Ce tournoi marquait la libération de Mostar le 14 février 1945 des forces allemandes. Vingt-huit éditions furent jouées. Velež l'a gagné quinze fois. Un total de trente-deux équipes furent invités à ce tournoi. Parmi ces équipes, il y eut des sélections nationales comme, 
- l'équipe d'URSS , l'équipe de Pologne  ou encore l'équipe Yougoslavie .

Des équipes de clubs en provenance,
- de  Bosnie-Herzégovine : FK Velež, FK Željezničar Sarajevo, FK Sarajevo, FK Sloboda Tuzla, NK Čelik Zenica, FK Borac Banja Luka.
- de  Serbie : FK Partizan Belgrade, FK Crvena Zvezda, FK Vojvodina Novi Sad, FK Radnički Niš.
- du  Monténégro : FK Budućnost Titograd, FK Sutjeska Nikšić.
- de  Slovénie : NK Olimpija Ljubljana.
- de  Croatie : NK Dinamo Zagreb, HNK Hajduk Split.
- d'  Autriche : SK Sturm Graz, Rapid Vienne.
- de  Hongrie : Budapest Honvéd, Újpest Dózsa SC, MTK Budapest FC, Vasas Budapest SC, Gyõr ETO FC.
- de  Tchécoslovaquie : SK Slavia Prague.
- de  Russie (URSS) : Lokomotiv Moscou.
- de  Géorgie (URSS) : Dinamo Tbilissi.
- de  Roumanie : SC Bacău.
- d'  Iran : Esteghlal Téhéran.
- d'  Allemagne de l'Est : 1. FC Magdebourg.
- de  Suisse : FC Lucerne.

## Les stades
Le club a connu 2 principaux stades au fil du temps : le stade Pod Bijelim Brijegom, ouvert en 1958 (25 000 places), et le stade Rođeni, ouvert en 1995 et permettant d'accueillir 7 500 personnes. Le Velež s'est fait déposséder de son stade historique de Bijeli Brijeg durant la Guerre de Bosnie. Il s'est alors exilé à l'entrée de Mostar, au stadion Vrapčići, rebaptisé plus tard Stadion Rođeni.
Stadion Pod Bijelim Brijegom

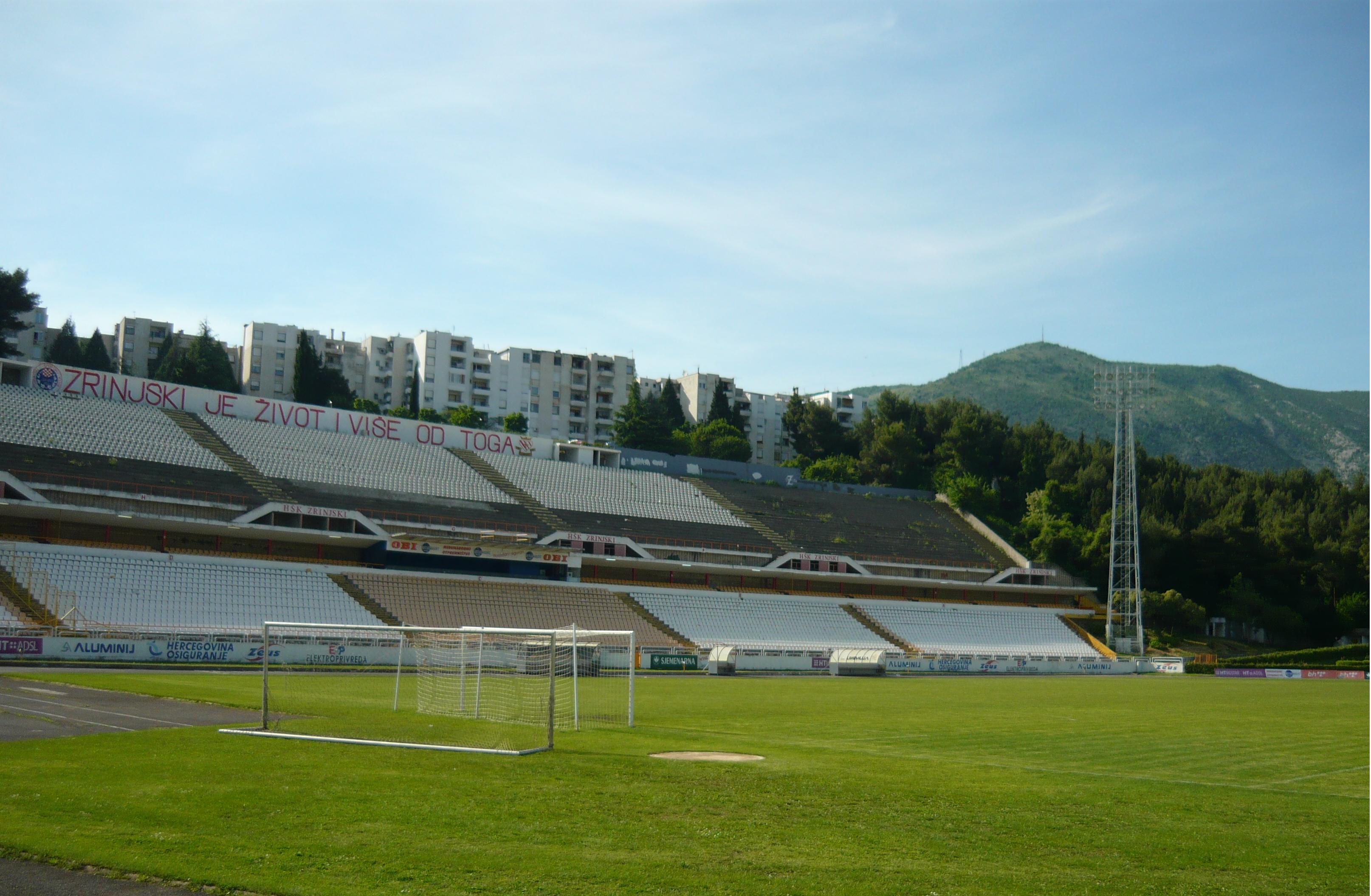
Tribune principale
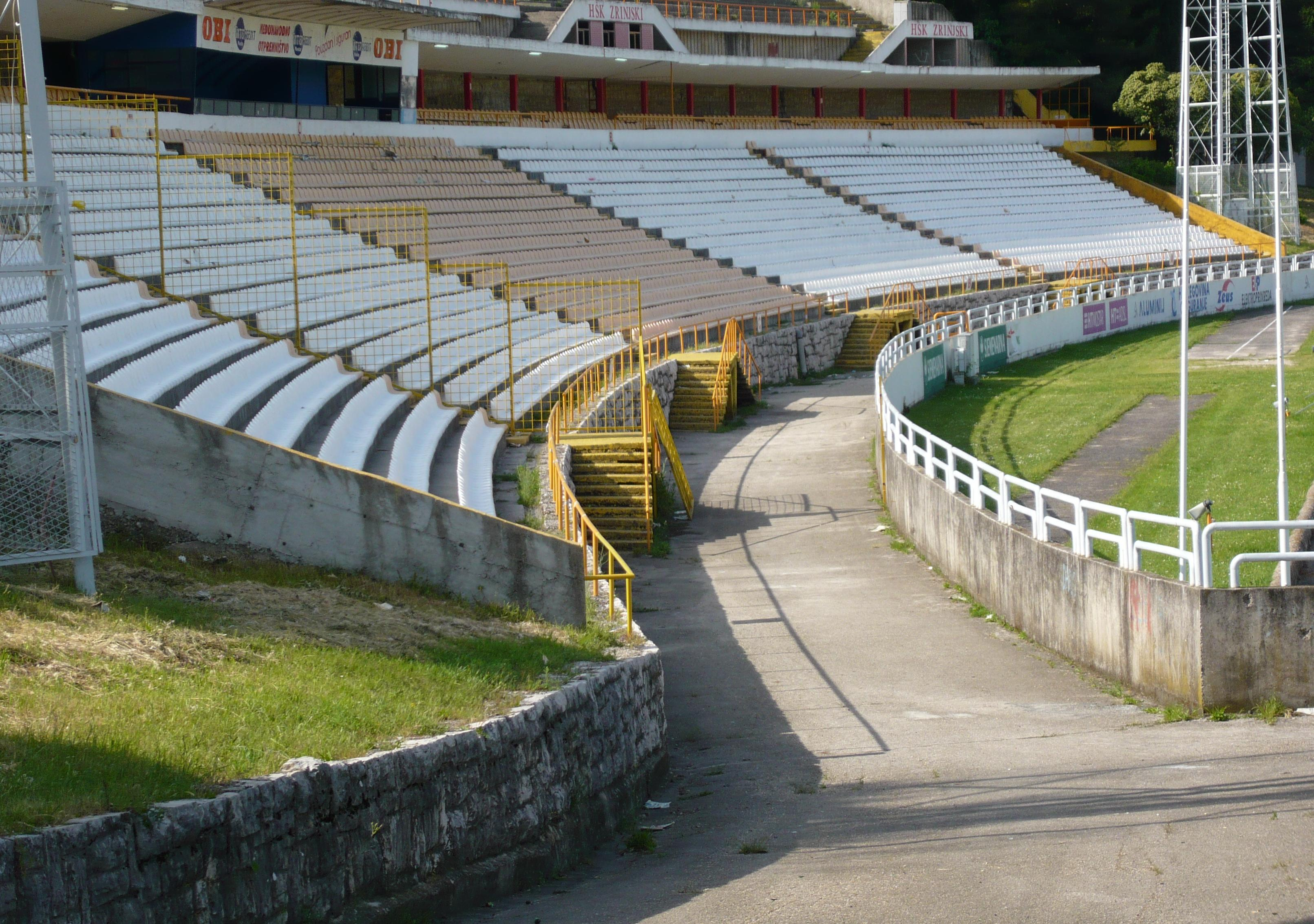
Entrée tribune principale
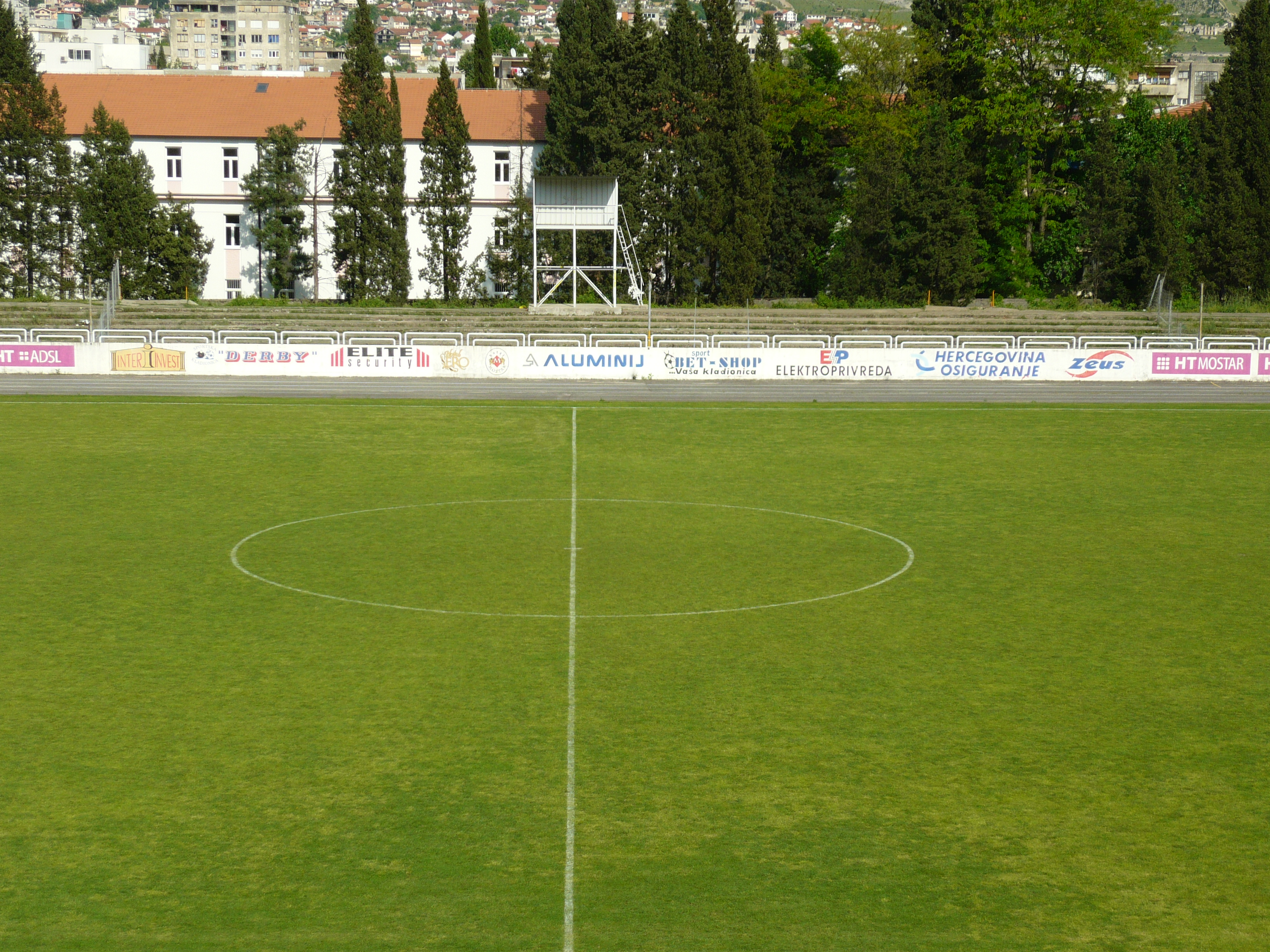
Tribune debout
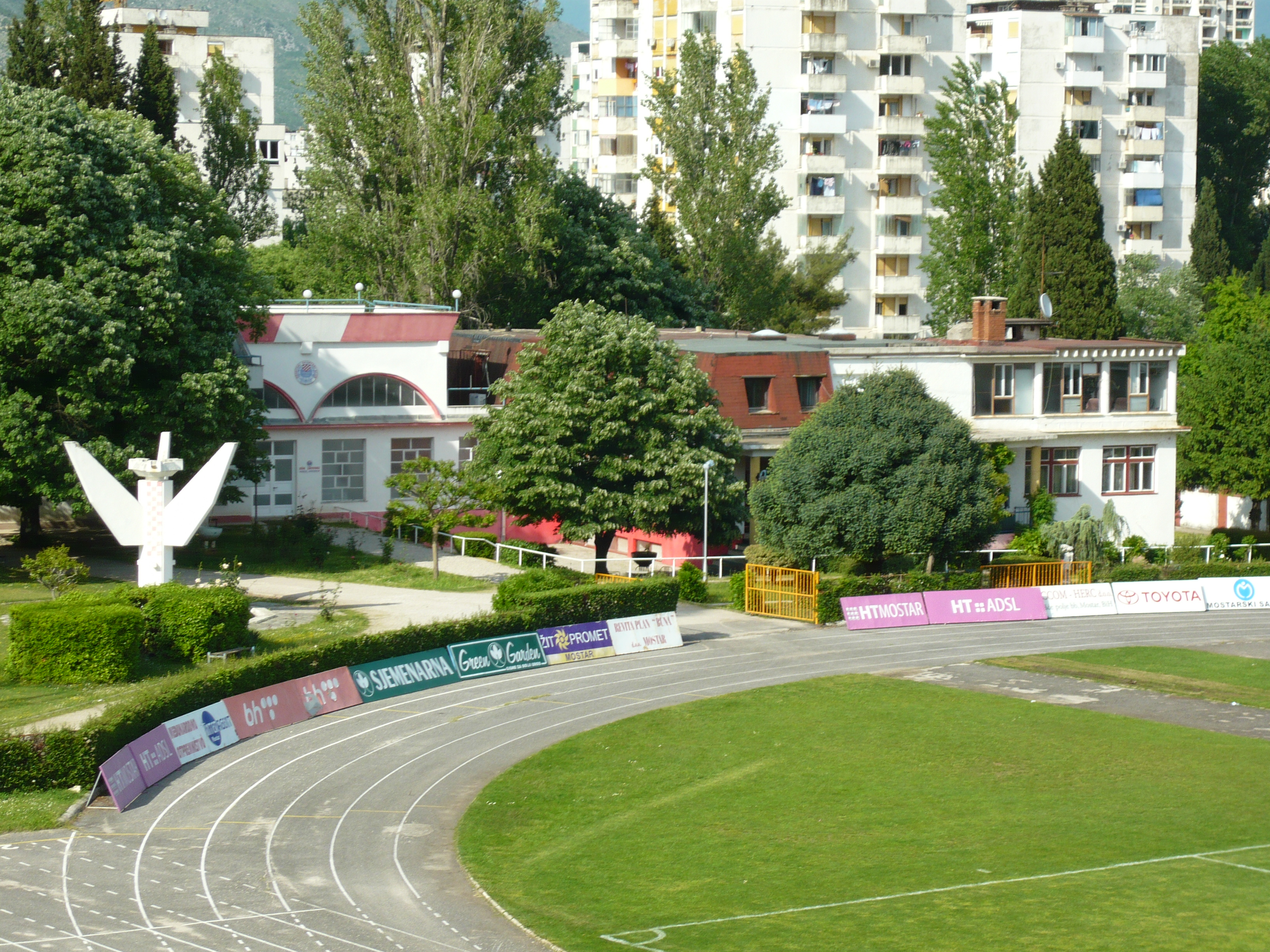
Bâtiment administratif

Stadion Rođeni 'Vrapčići'

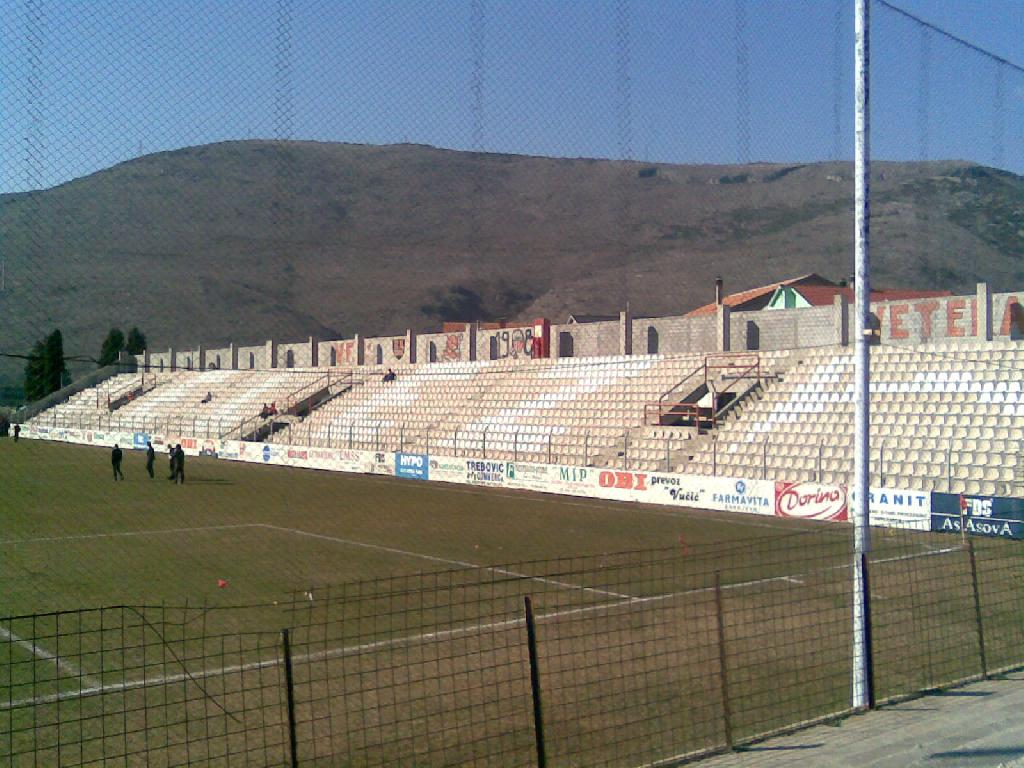
Tribune principale

## Mostarski Derbi (Derby de Mostar)
Le derby de Mostar est une rivalité de football mais essentiellement une rivalité ethnique entre le FK Velež Mostar 1922 et le HŠK Zrinjski Mostar 1905. Le derby a eu lieu pour la première fois en 2000 et a été joué jusqu'en 2003, lorsque Velež a été relégué de la Premijer Liga. Il reprendra à la saison 2006 lorsque Velež a été promu. Il est l'un des derbys le plus tendus dans le pays avec celui de Sarajevo entre le FK Sarajevo et le FK Željezničar Sarajevo.
Les deux clubs de Mostar sont des plus anciens de la nation. HŠK Zrinjski (nom entier : « Hrvatski Športski Klub Zrinjski ») a été fondé en 1905 alors que FK Velež Mostar a été fondé en 1922. Ces deux clubs ont des histoires différentes. Zrinjski a été interdit par les autorités communistes yougoslaves car le club soutenait le régime des Oustachis pendant la Seconde Guerre mondiale. Donc le club a été dissous. Velež prospérait au cours de la période communiste yougoslave (2 fois vainqueur de la Coupe yougoslave). Après l'indépendance de la Bosnie-Herzégovine, Zrinjski a été rétabli. Entre-temps la guerre éclata et Mostar fut une ville divisée en deux parties (l'ouest « croate » et l'est « bosniaque »). Mais le Stade Pod Bijelim Brijegom où Velež jouait ses matchs est situé dans la partie ouest de la ville. Depuis la fin de la guerre, Zrinjski a pris « illégalement » ce stade et donc aujourd'hui Velež a comme Stade celui de « Vrapčići ».
| Numéro | Année | Lieu     | Rencontre        | Score                     |
| ------ | ----- | -------- | ---------------- | ------------------------- |
| 1      | 1922  | Mostar   | Velež – Zrinjski | 2:1                       |
| 2      | 1922  | Mostar   | Velež – Zrinjski | 1:0                       |
| 3      | 1923  | Mostar   | Zrinjski – Velež | 2:0                       |
| 4      | 1923  | Mostar   | Velež – Zrinjski | 2:0                       |
| 5      | 1923  | Mostar   | Velež – Zrinjski | 2:2                       |
| 6      | 1923  | Mostar   | Zrinjski – Velež | 3:0                       |
| 7      | 1923  | Mostar   | Zrinjski – Velež | 4:0                       |
| 8      | 1923  | Mostar   | Zrinjski – Velež | 3:0                       |
| 9      | 1924  | Mostar   | Zrinjski – Velež | 1:0                       |
| 10     | 1928  | Sarajevo | Zrinjski – Velež | 4:0                       |
| 11     | 1931  | Mostar   | Zrinjski – Velež | 5:1                       |
| 12     | 1934  | Mostar   | Velež – Zrinjski | 2:1                       |
| 13     | 1935  | Mostar   | Zrinjski – Velež | 3:1                       |
| 14     | 1938  | Mostar   | Velež – Zrinjski | 4:2                       |
| 15     | 1938  | Mostar   | Zrinjski – Velež | 1:0                       |
| -----  | ----- | -----    | -----            | -----                     |
| 16     | 2000  | Sarajevo | Velež - Zrinjski | 2:2                       |
| 17     | 2000  | Mostar   | Zrinjski – Velež | 2:0                       |
| 18     | 2001  | Vrapčići | Velež - Zrinjski | 2:0                       |
| 19     | 2001  | Mostar   | Zrinjski – Velež | 1:0                       |
| 20     | 2002  | Vrapčići | Velež - Zrinjski | 2:0                       |
| 21     | 2002  | Mostar   | Zrinjski – Velež | 1:0                       |
| 22     | 2003  | Vrapčići | Velež - Zrinjski | 4:1                       |
| 23     | 2006  | Vrapčići | Velež - Zrinjski | 2:1                       |
| 24     | 2007  | Mostar   | Zrinjski – Velež | 2:1                       |
| 25     | 2007  | Mostar   | Zrinjski – Velež | 2:0                       |
| 26     | 2008  | Vrapčići | Velež - Zrinjski | 1:0                       |
| 27     | 2008  | Vrapčići | Velež - Zrinjski | 0:2                       |
| 28     | 2009  | Mostar   | Zrinjski – Velež | 2:1                       |
| 29     | 2009  | Mostar   | Zrinjski – Velež | 2:1                       |
| 30     | 2010  | Vrapčići | Velež - Zrinjski | 0:0                       |
| 31     | 2010  | Mostar   | Zrinjski – Velež | 2:0                       |
| 32     | 2011  | Vrapčići | Velež - Zrinjski | 1:0                       |
| 33     | 2011  | Mostar   | Zrinjski – Velež | 0:3 (Coupe, match aller)  |
| 34     | 2011  | Mostar   | Zrinjski – Velež | 1:0                       |
| 35     | 2011  | Vrapčići | Velež - Zrinjski | 2:0 (Coupe, match retour) |
| 36     | 2012  | Vrapčići | Velež - Zrinjski | 3:1                       |

## Bilan sportif

### Palmarès
- Coupe de Yougoslavie :
  - Vainqueur : 1981, 1986
  - Finaliste : 1958, 1989
- Championnat de Yougoslavie (Division 1) :
  - Vice-champion : 1973, 1974, 1987
- Championnat de Yougoslavie (Division 2)
  - Champion : 1952, 1955
- Coupe Mitropa :
  - Finaliste : 1976
- Coupe des Balkans :
  - Vainqueur : 1981
- Tournoi de février de "Mostar" :
  - Vainqueur : (15 fois sur 28 éditions)
- Prva Liga Federacije Bosne i Hercegovine (division 2) :
  - Champion : 2006, 2019
  - Vice-champion : 2004, 2005
- Coupe de Bosnie-Herzégovine :
  - Vainqueur : 2022
  - Finaliste : 2023
- Coupe de l'UEFA :
  - Quart de finaliste : 1975
- Coupe des vainqueurs de coupes :
  - Huitième de finaliste : 1982, 1987

### Bilan européen
Note : dans les résultats ci-dessous, le score du club est toujours donné en premier
| Saison    | Compétition             | Tour             | Club                  | Domicile | Extérieur | Total             |
| --------- | ----------------------- | ---------------- | --------------------- | -------- | --------- | ----------------- |
| 1973-1974 | Coupe UEFA              | Premier tour     | Tatran Prešov         | 1 - 1    | 2 - 4     | 3 - 5             |
| 1974-1975 | Coupe UEFA              | Premier tour     | Spartak Moscou        | 2 - 0    | 1 - 3     | 3E - 3            |
| 1974-1975 | Coupe UEFA              | Deuxième tour    | Rapid Vienne          | 1 - 0    | 1 - 1     | 2 - 1             |
| 1974-1975 | Coupe UEFA              | Troisième tour   | Derby County          | 4 - 1    | 1 - 3     | 5 - 4             |
| 1974-1975 | Coupe UEFA              | Quarts de finale | FC Twente             | 1 - 0    | 0 - 2     | 1 - 2             |
| 1981-1982 | Coupe des coupes        | Premier tour     | AS Jeunesse d'Esch    | 6 - 1    | 1 - 1     | 7 - 2             |
| 1981-1982 | Coupe des coupes        | Deuxième tour    | Lokomotive Leipzig    | 1 - 1 ap | 1 - 1     | 2 - 2 (1 - 4 tab) |
| 1986-1987 | Coupe des coupes        | Premier tour     | Vasas SC              | 3 - 2    | 2 - 2     | 5 - 4             |
| 1986-1987 | Coupe des coupes        | Deuxième tour    | Vitocha Sofia         | 4 - 3    | 0 - 2     | 4 - 5             |
| 1987-1988 | Coupe UEFA              | Premier tour     | FC Sion               | 5 - 0    | 0 - 3     | 5 - 3             |
| 1987-1988 | Coupe UEFA              | Deuxième tour    | Borussia Dortmund     | 2 - 1    | 0 - 2     | 2 - 3             |
| 1988-1989 | Coupe UEFA              | Premier tour     | APOEL Nicosie         | 1 - 0    | 5 - 2     | 6 - 2             |
| 1988-1989 | Coupe UEFA              | Deuxième tour    | CF Belenenses         | 0 - 0    | 0 - 0 ap  | 0 - 0 (4 - 3 tab) |
| 1988-1989 | Coupe UEFA              | Troisième tour   | Heart of Midlothian   | 2 - 1    | 0 - 3     | 2 - 4             |
| 2021-2022 | Ligue Europa Conférence | Premier tour Q   | Coleraine FC          | 2 - 1    | 2 - 1     | 4 - 2             |
| 2021-2022 | Ligue Europa Conférence | Deuxième tour Q  | AEK Athènes           | 2 - 1    | 0 - 1 ap  | 2 - 2 (3 - 2 tab) |
| 2021-2022 | Ligue Europa Conférence | Troisième tour Q | IF Elfsborg           | 1 - 4    | 1 - 1     | 2 - 5             |
| 2022-2023 | Ligue Europa Conférence | Deuxième tour Q  | Ħamrun Spartans       | 0 - 1    | 0 - 1     | 0 - 2             |
| 2024-2025 | Ligue Conférence        | Premier tour Q   | Inter Club d'Escaldes | 1 - 1    | 1 - 5     | 2 - 6             |

Légende
- Victoire ou qualification pour le tour suivant
- Match nul
- Défaite ou élimination de la compétition

## Anciens joueurs
- Dušan Bajević
- Ivica Barbarić
- Sergej Barbarez
- Ivan Ćurković
- Vladimir Gudelj
- Vahid Halilhodžić
- Goran Jurić
- Meho Kodro
- Enver Marić
- Muhamed Mujić
- Boro Primorac
- Kruno Radiljević
- Blaž Slišković
- Semir Tuce
- Franjo Vladić
- Hasan Salihamidžić
- Esad Dugalić
- Semir Tuce

## Supporters du club
Le Velež est l'un des clubs de football les plus supportés en Bosnie-Herzégovine.
Le principal groupe de supporters est la Red Army Mostar, créée en 1981 sous le nom complet Klub navijača Red Army Mostar 1981.